# Francis Bayer
Pour les articles homonymes, voir Bayer.
Francis Bayer, né le 11 juillet 1938 à Villerville dans le Calvados et mort le 2 janvier 2004 à Paris 13e, est un compositeur et musicologue français.

## Biographie
Ce n'est qu'après avoir entrepris des études supérieures de philosophie à l'Université de Paris, études qui l'ont mené jusqu'au doctorat, que Francis Bayer décide de se consacrer à la composition musicale. Il est alors l'élève d'Henri Dutilleux à l'École normale de musique de Paris et obtient dans sa classe, en 1970, une licence de composition.
Parmi ses principales œuvres, on peut citer les Perspectives pour violoncelle solo (1991), le Prélude à la nuit pour orchestre (1992-96), considéré comme la révélation la plus
marquante du Festival Présences (Radio-France) de 1997, et la série des Propositions, un cycle de huit pièces destinées à des effectifs chaque fois différents, dont la composition s'est échelonnée de 1972 à 1989 et qui illustrent, chacune à leur manière, une sorte de "poétique du timbre". En 1989, il écrit également Épisode pour quatre claviers, deux pianos et deux claviers de percussions (marimba et vibraphone). L'œuvre est créée en 1990 par l'ensemble Tétra et  éditée la même année par Schott.
Outre son activité de compositeur, Francis Bayer enseigne à partir de 1971 l'esthétique et l'analyse musicale ainsi que l'instrumentation et l'orchestration au département Musique de l'Université de Paris VIII.  Dans cette université il a comme étudiants de futurs compositeurs aussi différents dans leurs orientations esthétiques que Bernard Cavana, Pascal Dusapin, Jean-Louis Florentz, Régis Renouard-Larivière, Bernard de Vienne ou Patrick Andrey.
Il est également l'auteur de plusieurs études parues dans diverses revues ainsi que d'un important ouvrage théorique intitulé: De Schönberg à Cage, publié à Paris aux éditions Klincksieck et, en collaboration avec Nicolas Zourabichvili, d'une traduction et édition critique de la Correspondance de Moussorgski (éditions Fayard).

## Œuvres principales
- Cinq essais : Antagonique, Fluide, Mystérieux, Cristallin, Mobile pour piano, flûte et violoncelle (1969-70, Eschig)
- Triptyque : Intonation, Vocalise, Psalmodie pour voix de soprano et ondes Martenot (1971-77, Eschig)
- Épisode, pour 2 pianos, marimba et vibraphone, conçu et traité comme un quatuor de claviers (1989, Schott)
- Perspectives pour violoncelle solo (1991, Eschig)
- Propositions, pour 24 instruments à cordes, 22 instruments à vent, 6 groupes d’instruments à percussion, 12 voix mixtes solistes, 28 instruments extra-européens, 19 instruments anciens, pour sons électroniques et pour sons concrets.
- Prélude au silence pour un percussionniste et bande (2001)

## Discographie
- Propositions I à VIII, ensembles vocal et instrumentaux, Les Percussions de Strasbourg, dir. Jean-Louis Forestier, éditions Erato, 1990; Enregistrement Robert Caplain.
- Cinq Essais, avec Jean-Louis Haguenauer, piano, Renaud François, flûte ; Alain Meunier, violoncelle ; Épisode, Ensemble Tétra, avec Madalena Soveral, piano; Christian Hamouy et Georges Van Gucht, percussions, Perspectives, Alain Meunier, violoncelle; éditions Pierre Vérany, 1996; Enregistrement Robert Caplain.